# Vampyrostenus kratochvili
Vampyrostenus kratochvili – gatunek kosarza z podrzędu Laniatores i rodziny Agoristenidae. Jedyny znany przedstawiciel monotypowego rodzaju Vampyrostenus.

## Występowanie
Gatunek jest endemiczny dla Portoryko.